# Something in Your Mouth
Singles de Nickelback
Gotta Be Somebody
(2008) If Today Was Your Last Day
(2008)
Something in Your Mouth est le vingt-deuxième single du groupe Nickelback et le second de l'album Dark Horse sorti en 2008.

## Classements
| Classement (2009)            | Meilleure position |
| ---------------------------- | ------------------ |
| Canada (Hot 100)             | 48                 |
| États-Unis (Hot 100)         | 96                 |
| États-Unis (Mainstream Rock) | 1                  |

## Liste des chansons
| 1.   | Something in Your Mouth | 3:39 |
| 3:39 |                         |      |